# Friedrich G. Scheuer
Friedrich G. Scheuer (* 1936 in Bad Aibling) ist ein deutscher Maler.

## Leben und Werk
Scheuer studierte von 1959 bis 1963 an der Akademie der bildenden Künste München Malerei. Ab 1973 übte er dort auch eine Lehrtätigkeit aus. In seinen Bildern greift er nach eigenen Aussagen gerne auf Motive aus der Mikrobiologie zurück. In mehreren Büchern befasst er sich zudem mit theoretischen und philosophischen Aspekten der Kunst. Er gehört der Neuen Gruppe an, einer Vereinigung bildender Künstler in München. 2015 wurde Scheuer zum ordentlichen Mitglied der Bayerischen Akademie der Schönen Künste ernannt.

## Weitere Auszeichnungen
- 1969: Förderpreis für Malerei Stadt Rosenheim
- 1973: Förderpreis für Bildende Kunst der Landeshauptstadt München[2]

## Ausstellungen (Auswahl)
Einzelausstellungen
- 2004 Kunstverein Bad Aibling
- 2006 Galerie Fred Jahn, München
- 2009 Galerie Rhomberg, Innsbruck
- 2015 Galerie Bad Bruckmühl

Gruppenausstellungen
- 2009 Die Gegenwart der Linie. Eine Bestandsauswahl neuerer Erwerbungen des 20. und 21. Jahrhunderts. Staatliche Graphische Sammlung München in der Pinakothek der Moderne, München